# Teresa Rivero
María Teresa Rivero de Sánchez-Romate  (Jerez de la Frontera, España, 19 de mayo de 1935), marquesa viuda de Olivara, es una empresaria española y expresidenta del Rayo Vallecano, siendo la primera mujer que llegó a la presidencia de un club de fútbol de la Primera División de España.

## Biografía
Hija de una familia acomodada de Jerez de la Frontera —su padre Salvador Rivero Pastor era abogado y caballero de la Orden de Calatrava y de la Real Maestranza de Caballería de Zaragoza, y su madre María Josefa Sánchez-Romate Pemartín—, una familia de clase alta muy vinculada al cultivo del vino con bodegas como Rivero y Pemartín. Vivió junto a sus seis hermanos en la famosa plaza de la calle San Marcos en Jerez. Vinculada al Opus Dei, a los 21 años conoció al empresario José María Ruiz-Mateos, con el que se casó dos años más tarde. Con él se trasladó a Madrid en 1967. 
Es marquesa viuda de Olivara (título de la Serenísima República de San Marino), por su matrimonio con José María.

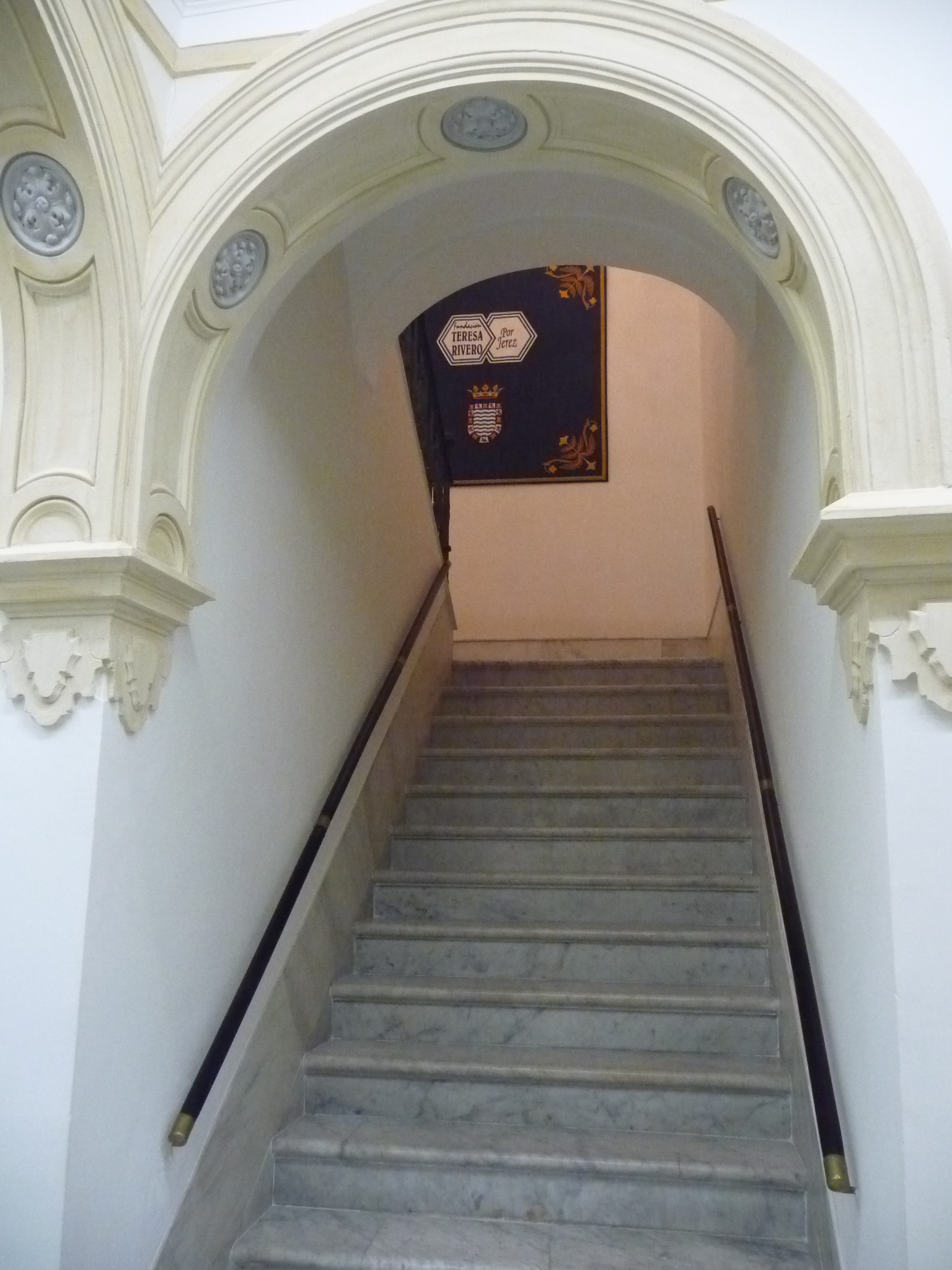
Fundación Teresa Rivero

Fue recibida como dama divisera hijadalgo del Ilustre Solar de Tejada.
Teresa era gran aficionada a tocar la guitarra, pero siempre tenía que dejarlo a causa de sus numerosos embarazos.
Madre de trece hijos (una fallecida) y ama de casa, con 59 años su vida cambió radicalmente cuando su marido, máximo accionista del Rayo Vallecano, la nombró presidenta del club madrileño, el 12 de enero de 1994. De este modo, Teresa Rivero se convertía en la primera mujer en presidir un club de la Primera División de España, a pesar de reconocer públicamente no tener ningún conocimiento sobre el mundo del fútbol.
Bajo su mandato el club vivió los mejores años deportivos de su historia, con su mejor temporada en Primera, la 1999/00 —en que fue cuatro jornadas líder la categoría—, su mejor actuación en la Copa del Rey, la 2000/01 y, sobre todo, logrando participar en la Copa de la UEFA, donde alcanzó los cuartos de final. 
Así mismo, también bajo su mandato, la sección femenina del club se ha situado entre los mejores equipos de España, con el ascenso a la Superliga y la consecución de la Copa de la Reina 2008, el primer título oficial en la historia del Rayo Vallecano.
Muestra de su carisma, en 2004 los abonados del Rayo aprobaron en referéndum que el Estadio de Vallecas tomase su nombre.
En 2004 creó junto con su marido una fundación con el fin de mejorar las condiciones de vida, socioculturales y educativas de los jerezanos, especialmente de los sectores más desfavorecidos.
Ya en febrero de 2011, las 10 empresas más importantes de Nueva Rumasa, entre ellas el club que presidía, entraron en concurso de acreedores. Debido a la presión y al abandono de la afición vallecana, en mayo los Ruiz-Mateos traspasaron las acciones del club al empresario Raúl Martín Presa.
En 2018 fue condenada a siete años de prisión por fraude fiscal.